# Отпуст

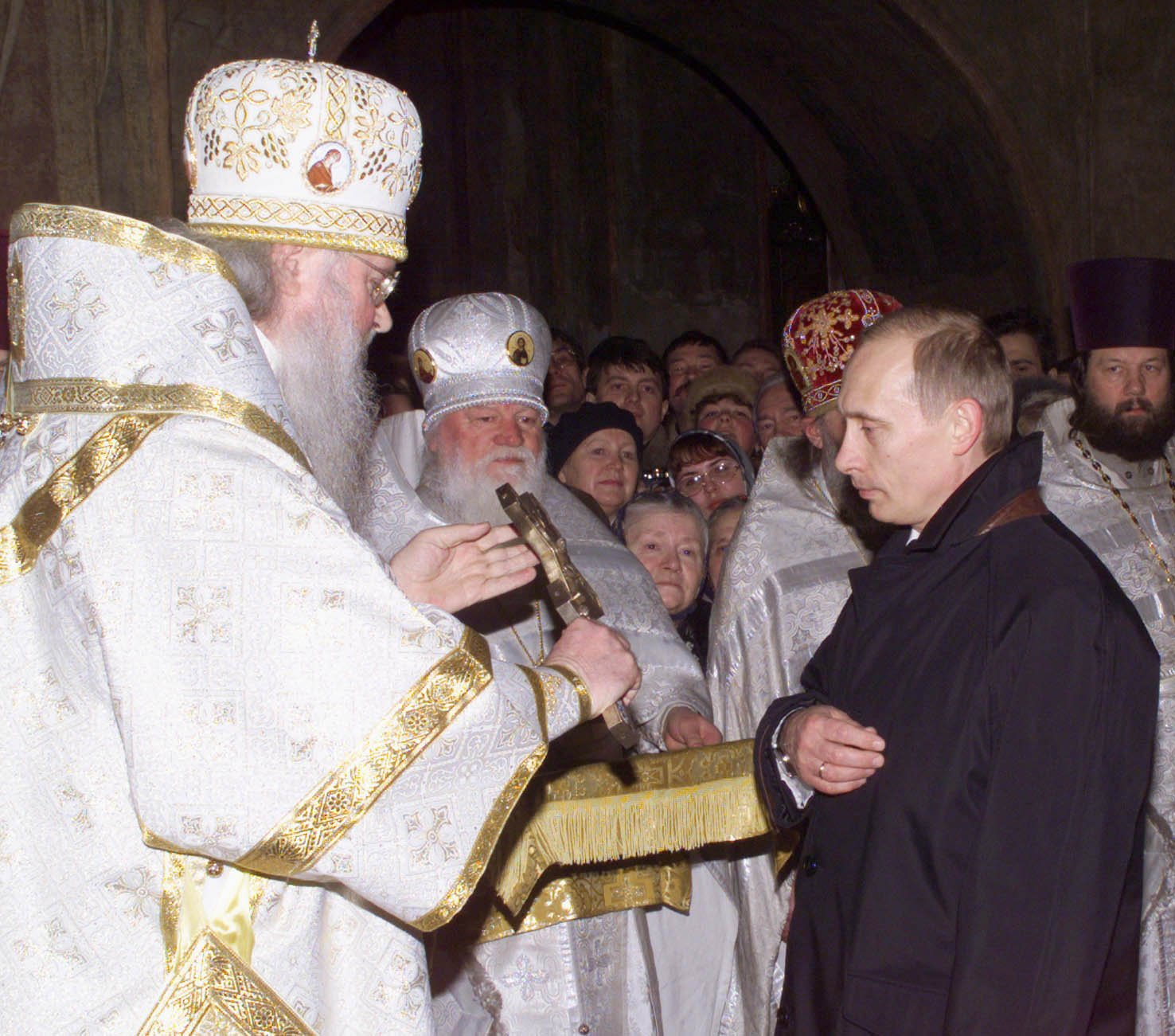
Целование креста после отпуста

Отпу́ст (греч. ἀπόλυσις, лат. dismissio) у христиан — заключительное благословение народа по окончании богослужения.

## Отпуст у православных
Отпусты содержатся в Служебнике. Существует несколько видов отпуста:
- малый отпуст (возглашается на повечерии, полунощнице, часах и малой вечерне): «Христос истинный Бог наш, молитвами Пречистыя Своея Матери, преподобных и богоносных отец наших и всех святых помилует и спасет нас яко благ и Человеколюбец».
- великий отпуст (произносится на вседневной и великой вечерне, утрене и литургии): «Христос истинный Бог наш, молитвами Пречистыя Своея Матери, святых славных и всехвальных апостол (…)[1], преподобных и богоносных отец наших и всех святых помилует и спасет нас яко благ и Человеколюбец».
- праздничный отпуст (произносится на господские праздники и в воскресенье); различается в зависимости от праздника, например, на Рождество Христово — «Иже в вертепе родивыйся и во яслех возлегий нашего ради спасения Христос истинный Бог наш…», в праздник Святой Троицы — «Иже в виде огненных язык с небесе ниспославый Пресвятаго Духа на святыя своя ученики и Апостолы Христос, истинный Бог наш…», в воскресенье «Воскресый из мертвых Христос истинный Бог наш…»
- отпусты Страстной Седмицы напоминают праздничные, но на них вспоминаются события, происходившие в соответствующий день земной жизни Спасителя. Например, в Великую Пятницу: «Иже оплевания и биения, заушения и крест, и смерть претерпевый за спасение мира, Христос, Истинный Бог наш…». В современной практике Русской православной церкви в Великую Субботу — отпуст обычный, не воскресный, а у старообрядцев особенный — «Иже нас ради волею положивыйся во гробе Христос, Истинный Бог наш…».

Совершается священником, стоящим в царских вратах лицом к народу (на запад).
Порядок совершения отпуста вседневной вечерни следующий. Священник: «Пресвятая Богородице, спаси нас». Певчие отвечают: «Честнейшую Херувим…». Священник: «Слава Тебе, Христе Боже, упование наше, Слава Тебе», после чего певчие: «Слава Отцу и Сыну, и Святому Духу, и ныне и присно, и во веки веков. Аминь», «Господи помилуй» (трижды), «Благослови». Далее священник, выйдя из алтаря северными дверьми при закрытых царских вратах, становится на амвон, обратясь лицом к народу, произносит великий отпуст. После великого и праздничного отпуста певчие поют многолетие (в практике РПЦ: «Великаго Господина и Отца нашего (имярек) Святейшаго Патриарха Московскаго и всея Руси, и Господина нашего Преосвященнейшаго (имярек) митрополита (или архиепископа или епископа; титул епархиального архиерея), братию святаго храма сего и вся православныя христианы, Господи, сохрани их на многая лета»).
Если сряду совершаются две службы, например, утреня и 1‑й час, и после каждой положен отпуст, тогда отпуст последней службы, на выход из храма, называется совершенным отпустом (Типикон, гл. 2), конечным отпустом (Типикон, гл. 1). В приходской практике РПЦ принято обычно вместе с вечерней отправлять сряду и утреню, в каковом случае отпуст после вечерни не произносится. После отпуста по окончании литургии народу преподается напрестольный крест для целования.

## Отпуст у католиков
В конце (дореформенной латинской) мессы предстоятель или клирик произносит «Ite missa est» (Идите, месса совершилась). В конце мессы без Gloria (например, во время поста) и больших служб оффиция формула отпуста включает речитационный возглас «Dominus vobiscum» (Господь с вами), версикул «Benedicamus Domino» (Благословим Господа; по стилю обычно — мелизматический распев) и возглас «Deo gratias» (Слава Богу).
В пореформенной мессе формулы отпуста даны на современных языках.